# 金履喬
金履喬（：／；1764年—1832年），字公世，號竹里，朝鮮王朝學者、文臣。本貫新安東金氏。
1682年，朝鮮純祖任命金履喬為正使、李勉求為副使，出使日本，慶祝德川家齊繼任幕府將軍。這是朝鮮王朝第十二次向日本派出通信使，也是最後一次被江戶幕府接見的通信使。但是他們只到了對馬島，幕府派代表接見了使團。之後使團一行回國。
此後，金履喬於純祖在位期間擔任過右議政之職。死後諡文貞，配享純祖廟廷。